# Geliebte Milena
Geliebte Milena ist eine Filmbiografie über die tschechische Publizistin Milena Jesenská (1896–1944). Véra Belmont inszenierte die internationale Koproduktion, die sich hauptsächlich in Prag und Wien abspielt. Die Handlung folgt den Ereignissen in Jesenskás Leben, zeigt ihre Arbeit als Journalistin, ihre zwei Ehen und ihre Beziehung zu Franz Kafka, sowie ihre politische Betätigung.

## Handlung
Prag, 1920: Milena Jesenskás Vater will, dass sie in seine Fußstapfen tritt und eine der ersten Ärztinnen in der Tschechoslowakei wird. Sie jedoch will Schriftstellerin werden. Sie reist mit dem Musikkritiker Ernst Pollak, jüdischer Herkunft, nach Wien und beginnt mit Franz Kafka zu korrespondieren. Dann verlässt sie Pollak und kehrte zu ihrem Vater nach Prag zurück und übersetzte Kafka. Als Journalistin folgt sie 1923 dem Ruhrarbeiterstreik und trifft den kommunistischen Architekten Jaromir. Sie heiraten und haben eine Tochter. Milena schreibt für eine marxistische Zeitung, bis ihr Mann in die Sowjetunion auswandert. Sie erlebt den Aufstieg des Nationalsozialismus in den Jahren vor dem Zweiten Weltkrieg und die gewaltsame Machtübernahme der Deutschen in ihrem Heimatland. Schließlich wird sie von der Geheimen Staatspolizei verhaftet und stirbt in einem Konzentrationslager.

## Kritik
Die französische Kritik bemängelte, dass der Film zu akademisch geprägt ist, eher interessant denn leidenschaftlich ist, ohne Gefühle und Authentizität. Milenas Motivation und Triebkraft wird nie richtig verständlich. Das liege unter anderem daran, dass die Erzählung sich zu eng an die Biografie hält. Gleichzeitig vereinfache Regisseurin Belmont bei der Behandlung der Zeitgeschichte und der damaligen Ideologien. Die Persönlichkeit Milena Jesenská sah man jedoch mit Herz und Intelligenz gezeichnet. Ihre Darstellerin, Valérie Kaprisky, war vor dieser Rolle jahrelang für oberflächliche Auszieh-Rollen bekannt und überraschte mit einem exakten, einfühlsamen Spiel; sie gebe der Figur blendende Schönheit und seelische Tiefe.
Der Fischer Film Almanach fand das eigentlich spannende Leben der Jesenská durch „flache Bilder und einfallslose Dialoge“ fade gemacht, und die Hauptdarstellerin biete bestenfalls gepflegte Langeweile.